# A.D. 2083
A.D. 2083 (o Anno Domini 2083) è un videogioco arcade di genere sparatutto a scorrimento spaziale, sviluppato e pubblicato dalla italiana Midcoin nel 1983.
Sebbene fosse tecnicamente notevole per i suoi tempi e la Midcoin avesse cercato accordi per una distribuzione internazionale offrendo la licenza per 1 milione di dollari, A.D. 2083 ebbe scarsa diffusione anche in Italia.

## Modalità di gioco
Il gameplay di A.D. 2083 è simile a quello di Time Pilot della Konami (ma senza scorrimento multidirezionale e movimento rotatorio). Lo sfondo scorre in orizzontale in entrambi i versi mentre l'astronave da combattimento avanza a velocità costante e può muoversi e sparare in tutte le otto direzioni.
Il titolo consta di quattro fasi, ambientate sopra superfici planetarie oppure nello spazio aperto. Nelle prime tre il giocatore spara a navicelle aliene e oggetti che appaiono per ostacolare il suo vero obiettivo, ovvero quello di abbattere sei razzi. I nemici comuni entrano in scena dallo sfondo, avvicinandosi da lontano fino ad arrivare sullo stesso piano dell'astronave. Annientare i nemici aumenta il misuratore "Hyperjump". Quando è pieno, il giocatore può saltare alla fase successiva, ma dovrà tornare più tardi se non ha distrutto tutti i razzi nella fase.
La quarta e ultima fase è ambientata in una città immaginaria chiamata Atomic City, dove nella quale il giocatore deve distruggere un atomo gigante in cima a una torre che emette letali radiazioni. Dopo averla superata, la sessione si ripete a una crescente difficoltà.